# Ксенжно (Бартошицький повіт)
Ксенжно (пол. Księżno, нім. Fürstenau) — село в Польщі, у гміні Біштинек Бартошицького повіту Вармінсько-Мазурського воєводства.
Населення — 97 осіб (2011).
У 1975-1998 роках село належало до Ольштинського воєводства.

## Демографія
Демографічна структура станом на 31 березня 2011 року:
|          | Загалом | Допрацездатний вік | Працездатний вік | Постпрацездатний вік |
| -------- | ------- | ------------------ | ---------------- | -------------------- |
| Чоловіки | 52      | 10                 | 38               | 4                    |
| Жінки    | 45      | 10                 | 26               | 9                    |
| Разом    | 97      | 20                 | 64               | 13                   |